# Sclerocyphon maculatus
Sclerocyphon maculatus là một loài bọ cánh cứng trong họ Psephenidae. Loài này được Blackburn miêu tả khoa học đầu tiên năm 1892.